# Полудница
Полу́дница (пол. południca, чеш. polednice, словац. роludnica, в.-луж. připołdnica, н.-луж. pśezpołdnica) — мифологический персонаж, персонификация полдня как опасного для человека пограничного времени суток в восточнославянской и западнославянской мифологии. По-видимому, образ полудницы древний и исконный, о чём говорит широта распространения поверий и мифологических рассказов о ней и их единство в основных чертах. Происхождение образа связывают с олицетворением солнечного удара, особой атмосферой жаркого полдня и остатками верований в древних божеств и демонов.
По народным представлениям, это чаще высокая красивая девушка или женщина или, наоборот, уродливая старуха, или даже чудовище. Одета она преимущественно в белые одежды, закрывающие всё тело и голову, или в лохмотья. В руках у неё может быть сковорода или коса у русских или серп у поляков и лужичан. Иногда её отождествляли с ветром или вихрем. Полуднице приписывали активность в ясный полдень в период от цветения до жатвы злаков. Основное место встречи с ней — ржаное или гороховое поле, а в Сибири и на Урале — огород. По некоторым представлениям, полудница охраняет злаки и овощи от людей и палящих лучей солнца.
Согласно большинству представлений, полудница враждебна и очень опасна для людей. Её агрессия направлена на всех, кто ей встретится в поле в период её активности — она убивает или калечит их. Поляки и лужичане рассказывали, что полудница могла начать очень подробно расспрашивать их о какой-нибудь крестьянской работе, часто о выращивании льна и изготовлении льняного полотна. Отвечать нужно было непрерывно, пока она не исчезнет, — не сумевших ответить полудница убивала. Против полудниц использовались такие общие меры, как перекреститься, прочитать молитву, окропить её святой водой или попросту убежать от неё. У русских встречались представления, что в полдень полудницы ходят по селу и «косят» всех попавшихся им на пути, выбивают окна в домах и пытаются залезть внутрь.
Считалось, что полудница наиболее опасна для беременных, недавно родивших и маленьких детей: она наказывает нарушивших изоляцию рожениц, ворует и подменяет младенцев, нападает на детей постарше. В русских и польских заговорах полуденница — это младенческая бессонница, сопровождающаяся беспокойством и криком. В поздней традиции полудница выступала как персонаж-устрашитель для детей. Изредка встречались представления о мужских полуденных демонах. Полуднице близки полевик, удельница, русалка и другие полевые персонажи. Образ полудницы занял своё место в современной популярной культуре славянских народов, особенно у поляков, чехов и лужичан.

## Распространение мифа и наименования
Среди восточных славян в полудницу верили только русские на северо-западе России (Архангельская, Олонецкая, Новгородская, Ярославская, частично — Вологодская, Витебская и Смоленская губернии), на Среднем Урале (Пермская губерния) и в Сибири. У остальных восточных славян образ полудницы, вероятно, был вытеснен образом русалки (см. ниже). У русских уже в середине XIX века образ полудницы был бледный и бесформенный и далеко не так хорошо известен и ярок, как образы, например, лешего, водяного и русалок:144. К 1970-м годам от представлений о полуднице у русских мало что оставалось:151. Русские рассказы о полуднице XIX—XX веков обычно коротки: она возникает и исчезает, ею пугают детей.
Полудница известна всем западным славянам: лужичанам, полякам, чехам и словакам:99. При этом лужичане уже в первой половине XIX века с облегчением отмечали, что полудница ныне не появляется больше. Мифоним впервые упоминается в древнепольском языке в 1472 году. В межвоенной Польше представления о полуднице фиксировались в западной части страны, однако практически отсутствовали в Поморье (в том числе в Кашубии и Мазурии:99), в южной и восточной Мазовии, в части Подкарпатья и на Восточных кресах. Во времена ПНР представления о полуднице фиксировались на территориях современных Великопольского, Свентокшиского, Силезского, Малопольского, западных частях Люблинского, Мазовецкого и Подкарпатского воеводств. К 1980-м годам от представлений о полуднице у поляков оставались практически только рудименты:100.
Южные славяне полудницу не знали, лишь у словенцев термин отмечен маргинально.
Большинство наименований этого мифического персонажа указывает на время его появления (полдень). Встречаются также названия, отсылающие к месту появления (рожь, жито), особенностям внешности (железные зубы) и к атрибутам (сковорода, серп):132—133.
| Язык           | От слова 'полдень' | Прочие |
| -------------- | --- | --- |
| русский        | полу́дница (архангельское, вологодское, сибирское), полу́деница (архангельское, ярославское), полуде́нница, полудённица (сибирское), полудённа(я), полудёнка, искажённое пилу́дница, колудница (иркутское), болу́дница (архангельское, иркутское) | ржи́ца (архангельское), ржани́ца (ярославское), ржаная задериха (архангельское); сковоро́дница (архангельское)                                                                                           |
| лужицкие       | в.-луж. připołdnica, připołnica:132, připołńca:132; н.-луж. pśezpołdnica, pśezpołnica, pódpołdnica, луж. ćipołdnica, ćipołnica, ćézpołnica:132 | н.-луж. serpownica, serpowina; serpjelbaba, serpja baba, serpowa baba; serpašyja, šerpašyja, serpyšyja, serpjelšyja:133, serpowa šyja (вероятно, 'режущая шею серпом'); serpjel, prišerpańc:147, serp |
| немецкий       | die Mittagsfrau ('полуденная женщина'), das Mittagsgespenst ('полуденный призрак'), der Mittagsgeist ('полуденный дух'), der Mittagsdämon ('полуденный демон') | die Sichelfrau ('женщина с серпом'), das Holzweibchen |
| польский       | południca (наиболее распространённое в народе повсеместное название), przypołudnica (повсеместно, кроме востока):103, połednica (Северное Подкарпатье), przedpołudnica (Великопольское воеводство), przełudnica, południowka, pou̯udńica, pôłnjica, połednia, pśypou̯udńica, przezpołdnica, oprzypołudnie, oprzypołudnica, woprzypołudnica, przyponza | żytnica:103, żytniczka:102, żytnia baba (Польша к востоку от Вислы), rżana baba (Великая Польша):103; baba o żelaznych zębach ('баба с железными зубами', Польша к востоку от Вислы):103              |
| древнепольский | południca, poludnycza, przepoludnicza | |
| кашубский      | południca, opřepałńica (архаичное), u̯epřepełńica:148, połujica | |
| чешский        | polednice, polodnice, poludnice | |
| словацкий      | poludnica, priepoludnica | |
| словенский     | poludnica | |

## Внешний облик
Полудницу могли представлять красивой, стройной, высокой:147, молодой девушкой или женщиной (Северо-Западная и Центральная Россия, лужичане, некоторые поляки), а также двенадцатилетней девочкой (чехи). Одета она в белые (цвет потусторонних существ:145 и солнца:24), блестящие (русские, поляки, чехи, лужичане), иногда красные (чехи, архангельское), домотканые (архангельское), народные крестьянские (поляки):148:129, длинные одежды. Или она голая (поляки, русские):105; лишь кусок ткани накинут на плечи (Подкарпатское воеводство):129. Волосы у неё белые (русские, чехи), покрыты обычно белым, иногда чёрным (лужичане) или красным (поляки):148, смешно повязанным (поляки) платком:146, белым капюшоном (лужичане):108 или венком из зрелых колосьев (кашубы). У неё золотой или серебряный пояс (Великая Польша):147 и сумка (поляки):146.
Но могли её представлять и страшной, уродливой женщиной с длинными непричёсанными волосами (Сибирь, поляки, моравы:103), чёрной (поляки):27, с чёрным лицом (архангельское), старой (чехи, лужичане), согнутой (чехи, лужичане), беззубой (русские):150, с косыми глазами (моравы):103, с волосами на грудях (иркутское):147. В Ленчицком воеводстве считали, что у полудницы бледное лицо, огромные кроваво-красные губы, красные глаза и длинный красный язык, а на голове у неё вместо волос увядшая трава:103—104. В Сибири её представляли похожей на страшную русалку — косматой, длинноволосой с большой грудью, а поляки иногда подобной зморе — кожа да кости:27, и смерти — с ужасным лицом, иногда даже рассказывали, что у неё вместо головы череп с железными зубами (Мазовия, Подлясье):104 или что она и вовсе скелет, покрытый остатками одежды и издающий при передвижении треск трущимися в суставах костями (Подляское воеводство):107. Западные славяне приписывали полуднице животные черты: ноги как у павлина, коровьи глаза, ногти на руках и ногах, напоминающие конские копыта (Польша, Моравия), конские ноги (Моравия), свиная щетина над губами (поляки), выступающие изо рта кабаньи клыки (поляки):147, искрящаяся жабья голова (Малая Польша):50, тонкие ноги с волосами или перьями (Серадзское воеводство):104, она мохнатая и с рогами (пермское) или с одним рогом (польское). Страшная полудница одета в белые одежды (Малая Польша:100:147, Моравия), в лохмотья (Сибирь:143, Польша:106—107), в рваную рубаху, обнажающую длинные иссохшие груди (Равское воеводство):104, в грязное тряпьё:106—107; на голове у неё чёрный платок, чёрная шапка с красными лентами:50, в руках клюка (Сибирь:143, лужичане). Про небрежно одетую девушку лужичане говорили, что она выглядит как полудница.
По большинству представлений полудница отличается очень высоким ростом (лужичане, поляки, Северо-Западная Россия), в четыре раза выше обычного человека (поляки). Изредка указывается, что она маленькая (лужичане, чехи:102). В Сибири считали, что она может менять рост — быть то с кошку, то до небес, а в Лужице — что она увеличивается при приближении:106. В Архангельской области рассказывали, что полудница «вся в глазах» («всё глаза везде: на голове кругом глаза») и что она может оборачиваться копной сена со множеством глаз. Восточные поляки считали, что полудница может быть невидимой:101, чехи — что она «воздушная»:103. На Русском Севере рассказывали, что у полудницы звонкий голос, западные славяне говорили, что она красиво поёт:107, выдаёт себя унылым пением (лужичане).
Согласно мифологическим рассказам, в руках у полудницы могут быть огромная сковорода и сковородник, ухват, коса или железный крюк (Русский Север), серп (поляки, лужичане), палка с ножом на конце (Балтийское Поморье):27:50, кнут (чехи):102; за поясом — блестящий кинжал (Великая Польша):27:50. По представлениям лужичан, серп у полудницы может также быть подмышкой, на длинной палке или в корзинке. Этими предметами она может убить человека. В другой руке у полудницы, по мнению лужичан, может быть пучок льна:135. В Малой Польше считали, что полудницу сопровождают семь больших чёрных псов:100:147, в Кашубии — собаки и волки. В Ленчицком воеводстве рассказывали, что полудница передвигается на колесе от плуга:104.
Полудницам приписывали атмосферные явления. Русские и поляки связывали с ними волнение полей от ветра:143:104 («это она мчится по ржи»):143.
В Малой Польше их называли даже południce-wietrznice ('полудницы-ветровки'), считая, что они крутят ветряные мельницы, как веретёна, и уносят с собой всё, что попалось им на пути:148.
Полудница может представать вихрем (чехи, поляки:105): чехи описывали, что сначала появляется маленькое существо, едва выше земли, оно начинает бегать и увеличиваться в размере всё больше и больше, пока не превратится в устремляющийся вверх вихрь, намного выше человека:52. Поляки рассказывали, что при исчезновении полудницы в виде женщины на её месте поднимается столб пыли:28. Зимой полудница могла являться в виде снежных облаков (поляки):105.

## Образ жизни
Полуднице приписывали активность в период от цветения до жатвы злаков, зимой она появлялась редко:100. Западные славяне считали, что остальное время года полудницы живут в аду:104 (по некоторым представлениям, отбывая там наказание за свои грехи при жизни:106) или под землёй, впадая в долгий сон (поляки):100:104:104, или превращаются в мышей, лягушек, гадюк (поляки):104. У поляков встречались редкие представления, что полудницы в белых одеждах могут появляться зимними ночами в заснеженных полях:105.
Характерное для полудницы время суток — солнечный полдень (момент верхней кульминации солнца). Западные славяне иногда указывали конкретно: полудницы активны с 12 до часу дня:134:147:102 или с 12 до 2 часов дня, изредка с 11 до 12 дня:134. На Русском Севере иногда сообщалось о появлении полудниц на заходе солнца или в полночь. Лужичане считали, что полудница не появляется в пасмурную и ветреную погоду:134.
Типичная для полудницы локация — это поле, обычно ржаное (западные славяне, Северо-Запад России) или гороховое (поляки, русские), иногда пшеничное, ячменное, овсяное или люпинное (поляки):104. Также она появлялась на полевой меже (повсеместно), на огороде (Сибирь, Средний Урал), в котором сидела в борозде (пермское), в месте около реки или на мосту (чехи), в ямах за деревней (Русский Север, лужичане:107, поляки:147:104). Рассказывали также о встречах с ней в селе (Русский Север) и даже в доме (чехи), в бане и в крапиве (Южная Сибирь).
По народным представлениям, полудница охраняет злаки и овощи от людей и палящих лучей солнца. В Вологодской губернии считалось, что добрая полудница закрывает в полдень гигантской сковородой хлеб и травы от солнца, злая же поворачивает раскалённую сковороду другой стороной и сжигает ей верхушки злаков и цветки трав. Русские считали, что ржаница сплетает стебли ржи, проклиная тем самым поле. На Русском Севере рассказывали, что во время жатвы полудница сидит во ржи, скрючившись и сложив ноги и руки. В Архангельской области представляли, что полудница рвёт во ржи васильки, которые в Сургутском крае даже назывались «полудницыным глазом», что, по мнению М. Н. Власовой, может указывать на её подземное происхождение. Лужичане рассказывали, что полудница косит в полдень траву в поле, исчезая при появлении людей:106. Они же утверждали, что видели полудницу расчёсывающей волосы:152. Поляки рассказывали, что, сидя во ржи, она выбирает из колосков зёрна, растирает их в руках и ест:146.
Русские и поляки сообщали, что полудница выходит в поле из леса. Лужичане рассказывали, что около полудня, как станет жарко, полудница выходит из рощи или из-за реки, садится сначала у воды или под тенью дерева, некоторое время сидит там, расчёсывая волосы, вытирая пот со лба и напевая печальную песню, и только потом подходит к людям. Поляки передавали, что в пору цветения льна полудница в тонкой синей дымке сходит с облака по мерцающим волнам нагретого воздуха и усыпляет или пугает половших лён людей:147.
Представления о происхождении полудниц были распространены слабо. Однако у западных славян зафиксированы представления, что полудницы происходят из «нечистых» покойников: злых, грешных людей, особенно детоубийц и людей, присвоивших себе чужую землю, колдунов и ведьм, демонов (польское):106; от умерших до свадьбы невест (словацкое). У поляков полудницу могли выводить от конкретного местного покойника:106:50. В поздних рассказах, когда миф о полудницах уже вышел из активного бытования, информаторы связывали рассказы своих бабушек и дедушек о них с древней чудью, ссыльными и каторжанами (Русский Север, Сибирь):148—149.

## Полудница и крестьяне
Согласно большинству представлений, полудница враждебна и очень опасна для людей. Существовало неписаное правило, что в полдень крестьяне должны возвращаться домой, чтобы накормить скотину, пообедать:146 и помолиться. Работать в это время, особенно жать, запрещалось. Также нельзя было спать и косить траву на межах.
Нарушивших эти запреты полудница могла наказать, а именно испугать, наслать солнечный удар, головную боль или слабость:100, защекотать до смерти, свернуть шею или голову, отрезать голову серпом или косой (повсеместно, при этом поляки говорили, что она может приделать голову обратно, но в ней после этого так мутно и тяжело, что человек долго не может работать:51), взять за голову и вертеть, «пока не перервётся шея» или пока шею не натрёт до жгучей боли (Пошехонье), задушить (поляки):102, обжечь (архангельское):145, выколоть глаза (поляки), избить так, что человек не мог двигаться три дня и страдал от сильной боли (поляки):51, потоптаться по животу спящего и помочиться на него (Силезское воеводство):148, натравить своих псов (Малая Польша):100, вызвать хромоту (лужичане), наслать порчу (поляки):148, ударить кнутом, вызвав преждевременную смерть:102, унести вихрем или вызвать внезапную смерть того, кто попал в вихрь (чехи):102, утащить в лес (поляки):103, выскочить из межи и гоняться за человеком (архангельское), косить людей косой-горбушей (Пинежье) или просто «не давать работать».
Рассказывали, что она могла, подобно чёрту, морочить человека, показывая ему несуществующий пожар в поле (Краковское воеводство):50, заставляя блуждать (словаки), заводя в непроходимую чащу:103 или в непролазные сугробы зимой (поляки):105. Также верили, что если не угнать в полдень с поля коров, то полудница может лишить их молока (поляки):102. Полудница имеет при себе гребень и заставляет попавшихся ей людей расчёсывать её длинные волосы (Опольское воеводство):148. Если человека вынуждал трудиться в полдень его господин, то полудница могла наказать и его (лужичане). По некоторым лужицким представлениям, полудница охраняла поля от воров, отрубая им головы серпом и складывая в свой мешок:105—106. Также зафиксирована история, согласно которой серповница отогнала в 1813 году французских солдат от клада:111.
По представлениям поляков и лужичан, явившись людям в поле, полудница могла начать очень подробно расспрашивать их о какой-нибудь крестьянской работе, часто о выращивании льна и изготовлении льняного полотна: «как… жнётся, много ли ужали, много ли осталось, как сеяли, боронили, как всходило, расцветало, созревало, как жнут, веют, молотят и мелют…». Отвечать ей было необходимо подробно, с начала и до конца, непрерывно, пока она не исчезнет, когда закончится время её активности. Не смогшего ответить полудница убивала, калечила, насылала на него болезнь, превращала в камень или замучивала насмерть своими вопросами. Ответившему же говорила: «Ты взял у меня мою силу», «Дьявол научил тебя шить рубахи!»:105 или «Теперь я избавлена»:108. Согласно некоторым историям, она одаривала ответивших золотом (лужичане) или давала ценный совет (кашубы). Начать рассказывать «житие» растения можно было и по своей инициативе, чтобы защититься от напавшей полудницы (речь идёт о «магии „спрессованного“ времени»). Про слишком любопытного человека лужичане говорили, что он расспрашивает, как полудница. Согласно некоторым лужицким рассказам, получившая ответы полудница больше не появлялась в этой местности.
Против полудниц использовались такие общие меры, как перекреститься, прочитать молитву, окропить её святой водой, а также убежать домой (поляки):103. Полудница всегда показывалась только одиночным людям:147. У русских зафиксировано поверье, согласно которому люди спасались от полудниц, залезая на высокие столбы, на которые те не могли вскарабкаться из-за своих копыт. По некоторым русским представлениям, полудница может гнаться за человеком только до границ села. Спастись от защекотывания насмерть полудницей можно, если повалиться на землю (архангельское). Лужичане считали, что полудница не нападает на тех, кто в полдень сидит в поле у костра:107. Они же верили, что полудница предупреждает о своём появлении криком, давая людям скрыться:108. Также лужичане рассказывали историю про каменщика, который, не зная ответов на вопросы полудницы, обхитрил её и приколотил её палец к стене:107—108. Одному лужицкому пастуху удалось избавиться от серповницы, трижды ударив о землю своим кнутом:109. Некоему польскому крестьянину удалось отобрать у полудницы косу, которой она хотела его обезглавить; тем временем прозвонили час дня и полудница исчезла, но на косе остались зазубрины в тех местах, где она её касалась:27.
У русских встречались представления, что в полдень полудницы ходят по селу и «косят» прохожих, хватают, царапают и бьют всех, кого смогут поймать. В полдень и полночь они заглядывают внутрь дома и выбивают или пролизывают языком окна с незакрытыми ставнями (Архангельская и Вологодская области) или без занавесок (Свердловская область). Якобы люди даже заколачивали от них окна досками, потому что полудницы выбивали рамы и залезали внутрь (Архангельская область). В Вологодской области во время страды один мужчина оставался в селе сторожить его от полудниц, так как те могли забраться в дома и унести весь хлеб. Чехи верили, что полудница ходит по деревням и бьёт по ногам тех, кто ей не поклонится:102.
Лужичане рассказывали, что если кто посмеётся над видом некрасивой полудницы, прядущей в кустах, то она своим дыханием вызовет на его лице нарывы и язвы или навлечёт на него паралич, но если кто похвалит её или даже даст подарок, то она может в ответ одарить этого человека бесконечным клубком пряжи. В Архангельской губернии было поверье, что полудница может появиться ночью и показать человеку, как добыть цветок, делающий невидимым. В Архангельской области в 1980-х годах крестьянки считали, что появление полудницы предсказывает несчастье.

## Полудница, роженицы и дети
О встречах с полудницей чаще рассказывали женщины. Считалась, что она наиболее опасна для беременных и недавно родивших, а также для маленьких детей. Чехи верили, что полудница наказывает «шестинеделек» (женщин в пределах шести недель после родов), если они покидают отведённый им занавешенный угол с их кроватью в доме, а тем более выходят из дома или работают в этот период. Она может понести их вихрем или, обливая водой, загнать в дом:102. Словаки Горегроня считали, что женщина в этот период не должна отзываться, когда её зовут ночью по имени — это может быть полудница (а также смерть или дивожёны), забирающая в свою власть откликнувшихся. Полудница ворует грудных детей (русские, чехи, поляки:51), особенно оставленных одних на полевой меже (чехи), подменяет их (чехи:102—103, поляки:51). Одна чешка якобы услышала громкие звуки из спальни, где она оставила младенца, когда же она прибежала, то увидела, что кровать объята пламенем и белая женщина стоит с её ребёнком, затем женщина и пламя исчезли, а на кровати осталось уродливое дитя:102—103. Полудница может задушить ребёнка своими гигантскими грудями (поляки):51.
Полудница оберегает урожай от замятия и воровства детьми постарше. Она зажаривает их на своей раскалённой сковороде (русские), бьёт, пожирает или закапывает живьём на меже (поляки):100, отрубает головы и носит их с собой в бочонке:106, а тело — в мешке (лужичане):110, ворует, завлекая сладостями (Русский Север), пугает и заставляет блуждать во ржи (русские). Поляки верили, что она выискивает детей на поле при помощи своих псов, собирает их, испуганных, вокруг себя, щекочет колосками злаков или заставляет их щекотать друг друга самим:51. По рассказам с Подкарпатского воеводства, полудница давала детям выбор: «Красную ленточку или бочку денег?» Тем, кто выбирал первое, она делала до крови надрез серпом; тех, кто предпочитал второе, заставляла есть найденных на её голове паразитов:130 (связь вшей и денег традиционна для славян). Об искании и поедании детьми вшей полудницы рассказывали и в Серадзском воеводстве:100. Неподчиняющихся же полудница била:51 или даже убивала:130. Согласно немецкому фольклористу Э. Векенштедту, чтобы спасти своих детей от убийства полудницей в поле, лужичане около города Дребкау (Дрёвк) оставляли там чужеземных детей:108.
В поздней традиции, при разрушении образа, полудница выступала как персонаж-устрашитель, в которого уже не верили взрослые, но при этом пугали им детей:104, чтобы они не гуляли одни в поле, не баловались в огороде, не выходили на улицу в полдневный зной и вовремя ложились спать. Детям говорили, что полудница их съест, обожжёт, задавит или отлупит сковородником. Например, в Сибири в 1970-х годах и в Польше в 1980-х годах, чтобы отпугнуть детей от огорода, между грядок подбрасывали старую шубу или вывернутый тулуп, дождевой плащ, старую шапку, брали в руки палку или сами наряжались в лохмотья и говорили озорным ребятам, что это полудница:150:104. В Иркутской губернии дети считали, что полудница не всё время находится в огороде, поэтому при подходе к нему ребята выкрикивали: «Колудница-болудница, съешь меня!», проверяя её присутствие; если после этого происходило что-то подозрительное, например, ветер зашевелил листья, то дети в испуге убегали, в противном случае они спокойно шли в огород. В полудниц и полудников наряжались на Святки: одевали шубу навыворот, закрывали лицо, ходили по избам и плясали (пермское, сургутское). Русские называли полудницей также огородное пугало (пермское) и неопрятную, растрёпанную, много спящую женщину.
В русских и польских заговорах полуденница, как и полунощница (ночница), — это младенческая бессонница, сопровождающаяся беспокойством и криком. Пытаясь излечить дитя «от младенческого», русские выносили его «на зарю» и, став к заре лицом, произносили: «Матушка заря-заряница, заря красная девица, сними с раба Божьего [имя] полунощницу и полуденницу, и сними с него бессонницу, дай ему сонницу, сними с него уроки, сними дикий рёв, страх и переполох — во веки веков. Аминь»; после этого возвращались в избу «взапятки», то есть задом наперёд (енисейское). Поляки с этой же целью выходили в полдень на перекрёсток и говорили: «Полудница! Полудница! Возьми эти плачки с моего ребёнка и унеси их на край света. Пускай с ветром летят и никогда не возвращаются к моей семье!». Если заговор не помогал, то на перекрёстке оставляли пелёнки ребёнка, чтобы вместе с ними избавиться и от младенческих слёз.

## Полуденник и другие
В 90 (91) псалме ветхозаветного Псалтиря среди других опасностей, подстерегающих человека, от которых способен защитить Господь, упоминается «зараза, опустошающая в полдень» (ивр. קֶטֶב מְרִירִי‎). В греческой Септуагинте словосочетание было переведено как полуденный демон (греч. δαιμονίου μεσημβρινου̃), положив начало мифическому образу. Отсюда персонификация перешла в господствовавшие в Средневековье латинскую Вульгату (лат. dæmonium meridianum) и церковнославянские переводы (бесъ полоудьныи). В более современных переводах Библии олицетворение отсутствует. Также демонизация произошла в иудейских Талмуде и Мидраше.
Бес полуденный упоминается в поучениях Кирилла Туровского (XII век) и в «Молении Даниила Заточника» (XIII век). На Русском Севере встречались немногочисленные упоминания о существе полуденник (денник, полуденный бес, полудённый, полудённый домовой) — нечистом духе полдня. На Вологодщине считалось, что он может пробраться в колыбель и навредить ребёнку. Беспоповцы-староверы творили в полдень молитву на изгнание «беса полуденна». На Пинеге считали, что полудницы — дети полуденного беса.
В Полесье была записана быличка о полудзе́ннике — страшном чёрном человеке, умершем «нечистой» смертью и испугавшем женщину, копавшую картошку:151. В Гомельской области были зафиксированы редкие названия водяного — поўдзень и палудзённик, так как считалось, что водяной наиболее активен в это время — появляется из воды и утаскивает тех, кто купается. В Брестской области рассказывали, что полуденный бес пугает людей на кладбище, показываясь им в виде умершего родственника. В Ровенской области говорили, что в полдень «полудники рэвуть». В Житомирской области были представления о существе полу́дница, которое сбивает с дороги оказавшихся в полдень в лесу, — по-видимому, это просто персонификация полдня. В Воронежской области зафиксирован женский персонаж полудёнка, защекотывающая в полдень пошедших в лес по одному-двое людей, особенно на одну богатую ягодами поляну.
На востоке Польши изредка встречались представления, что полудница может представать в образе мужчины, преимущественно деда в белой одежде (południk, żytnik, diabeł polny):101:105, о мужском аналоге полудницы говорили и чехи (poledníček):105. Моравский połedňák появлялся во время жатвы в полуденных ветрах и разбрасывал сложенные снопы. Моравский же poledníček в виде маленького мальчика выходил в полдень из леса и звал людей по имени, заводя их в лес и горы. Сложно сказать, является ли мужская форма реликтовой или она вторична:105.
У хорватов на побережье Адриатического моря в полдень, по верованиям, появляется призрак, то в образе осла без ног, то в образе бабочки или большого жука, под названием подне рогато ('рогатый полдень'). У болгар в XVII веке зафиксировано название существа — пладница.

## Родственные и схожие персонажи
Ряд общих признаков с полудницей имеет полевик — дух-хозяин поля у восточных славян: связь с полем, полднем, солнечным жаром, ветром, вихрем, враждебность к человеку, принуждение его блуждать, белые одежды. Э. В. Померанцева считала даже, что их можно рассматривать «как две ипостаси — мужскую и женскую, единого представления о полевом духе»:146—147. Н. А. Криничная также указывает, что, в известной степени, полудница — это «метонимический эквивалент полевика». Связь с межами объединяет полудницу с межевиком.
Близким полуднице образом является севернорусская удельница / кудельница (вероятно, от удить 'зреть, наливаться (о зерне)' и уденье 'жаркое время', 'полуденный отдых') — чёрная женщина с распущенными и растрёпанными волосами, связанная со зреющим, часто ржаным полем, которое она оберегает (в основном от детей), а также с межами, зерном и полднем; при этом удельница насылает горячку на рожениц и крадёт из утробы младенцев; некоторые исследователи считают, что это тот же мифологический персонаж, что и полудница.
На Русском Севере детей от горохового поля отпугивали также жареником и жареницей — духами полей и огородов. В Вологодской губернии было зафиксировано перенесение образа полудницы на кикимору:146 — рассказывали, что последняя стережёт гороховое поле с раскалённой сковородой. Украинцы и белорусы отваживали детей от поля и огорода рассказами о железной или дикой бабе (бел. жалезная баба, укр. залізна баба, дика баба):29 — невысокой старухе с железными грудями:29, которая ловит детей железным крюком, перетирает их в железной ступке железным макогоном и поедает.
Славянские, балтийские и немецкие мифологические персонажи с названиями наподобие ржаная / житная / хлебная (зерновая) баба / мать / матушка / тётушка / девушка / женщина, а также житница / ржанич / ржаной дед / житный змей / житень и др.:51 также находятся в поле, отвечают за хороший урожай зерна и регулируют поведение людей (чаще детей) во время созревания злаков, некоторые из них также связаны с полднем. Поляки рассказывали об активизации в полдень целого ряда полевых духов: это сбивающие с дороги невидимые zwodziciele, портящие урожай:101—102 полевые и полуденные дьяволы (diabły):101—102:103, пугающие житнички (żytniczki):101—102, а также полуденные и житные ведьмы:101—102:103, житные русалки и что-то неопределённое, но пугающее:101—102. Близки полудницам также польские гороховые бабы (baby grochowe) — женщины в платьях из гороховой ботвы или с ветвями гороха вместо волос, появляющиеся летом на полях гороха и люпина и душащие заснувших на межах жнецов и балующихся в поле детей (северное Подлясье):107.
Полудница может смешиваться с русалками:147:23, мавками:107 и вилами, которые также в виде молодых красивых девушек появляются в поле, часто ржаном, в белых одеждах, с длинными распущенными волосами, обладают звонким голосом, щекочут людей, откручивают и отрывают им головы и похищают детей:147:105, наиболее активны в одно и то же время года (русские, особенно Русский Север, польско-украинское пограничье). В. И. Дынин подмечает, что образ красивой русалки (как и представления о том, что русалки обитают в полях и носят белую одежду) у восточных славян встречался только в тех регионах, где не были известны полудницы (центральные и южные русские, белорусы и украинцы), тогда как ареалу полудниц соответствует территория распространения страшной русалки (см. карту выше); из этого он предполагает, что полудницы были заменены красивыми русалками там, где бытовали представления о последних. То, что у белорусов место полудниц занимают русалки, отмечал и Р. Кайуа:24.
В ходе забвения старых поверий наименования полудниц и русалок в некоторых регионах могли стать взаимозаменяемыми:147. Так, в Средней Словакии полудницей называли того же мифологического персонажа, который в Западной Словакии был известен как вила, а в Восточной Словакии — как русалка. Она выглядела как невеста или как простоволосая босая женщина в длинном покрывале или потрёпанной юбке, иногда с закинутыми за плечи большими грудями. Происходила из душ умерших до свадьбы невест, вышедших замуж за другого невест, умерших до церковного очищения рожениц и умерших старых дев. Среднесловацкие полудницы нападали на нарушивших мифические запреты рожениц, похищали у них детей. Они любили танцевать, вытаптывая круги в траве и затанцовывая людей до смерти, и улюлюкать, унося с собой тех, кто им ответит или посмеётся над ними. По некоторым представлениям, они бродили в полях или в горных лесах, заманивая и убивая мужчин. Спастись от них можно было, только сорвав синий цветок колокольчика.
Подобны полудницам польские вечерницы (wieczornice), за тем исключением, что их активность связана не с полднем, а с вечером (Великая Польша):107. Внешностью и действиями на полудницу, как и на других женских персонажей, у русских похожи персонифицированные дни недели; также и у поляков полудница могла наказывать за работу в поле в воскресенье. Своим внешним видом страшная полудница, по ряду представлений, напоминает ведьму:148, мару, Бабу-Ягу:22. Много общего у полудниц с вихрем, в виде которого они могут унести человека (чехи). Лужичане могли смешивать серповницу с Анной Зубатой — уродливой дикой женщиной с распущенными чёрными волосами, горящими глазами, огромными клыками и волосатым языком, выходящей в полночь из своей пещеры в лесу и охотящейся на молодых парней:109—113.
Ряд духов у западных славян был близок полуднице в её «педагогической» функции, прежде всего чеш. klekánice и klekáníček:105, сил. klynkanica:148—149 — демон, похищением которым родители пугали детей, чтобы те шли домой после сопровождавшего чтение молитвы «Ангел Господень» вечернего звона (чеш. klekání, сил. klynkanie:148—149). Как и полудницу, это существо представляли как уродливую старуху с растрёпанными волосами, косыми глазами и копытами. Также как ходящего на коленях мужчину, ужасного мужчину с рогами или как кружащийся столб пыли. Тут же можно назвать таких чешских персонажей, как уносящая не желающих молиться детей nemodlenka, будящий любящих поваляться в постели postelníček, соскребающая грязь с ног ножом škrabinožka и др..
По некоторым русским представлениям, полудницы живут в воде, зимой они могут вылезать из проруби:147—148, а летом, подобно водяному, сидят на кочке, чешут деревянным гребнем длинные чёрные волосы и утаскивают купающихся детей:6 (иркутское:147:6). Они нападают на купающихся и стирающих с 6 по 19 июля («полдень» года) и топят купающихся после Ильина дня — 20 июля (2 августа) (пермское, иркутское:6, пинежское). Аналогично в некоторых местах Средней Словакии полудница смешивалась с водной бабой (словац. vodná baba): она живёт в воде и выходит на поля, заходит в дома, чтобы подменить детей.
Образ русской полудницы повлиял на формирование мифологических представлений о полевых духах у коми и, вероятно, у эстонцев:154:24. Полудница в мифологии коми (коми-перм. вуншӧрика, коми пӧлӧзнича — первое название калька с русского, второе — прямое заимствование) живёт в цветущей ржи и охраняет её, она ходит по межам и волнует колосья; из-за страха перед ней пермяки в период её активности в это время дня уходили домой, закрывали окна и сидели тихо, боясь нанести посевам мистический вред и вызвать её гнев. Восточные эстонцы считали, что в полдень во время цветения ржи следует бояться «ржаной девушки»:155. С. К. Кузнецов приписывал влиянию русской полудницы «хождение по межам и встречи с людьми марийской Мланд-авы и удмуртской Му-Кылдысины». Отдельные соответствия полуднице можно найти в духах ржаного поля мордовской мифологии, однако говорить о генетических связях тут не приходится:154—158.

## Анализ персонажа
По мнению С. А. Токарева и других авторов, очевидно, что полудница — это олицетворение той опасности, которая угрожает при чрезмерной работе на поле под открытым небом в разгар летней жары — опасности солнечного удара:51. Б. Барановский объяснял миф о полуднице сердечными приступами и смертями, вызванными длительной работой на поле в жаркие дни, а также чувством удушения и давления на грудь и дурными снами во время полуденного отдыха, в которых крестьянам мог присниться мифический персонаж, известный им из народных поверий:102. По его мнению, в полях люпина могло ещё добавляться опьяняющее действие этого растения:104. Т. А. Михайлова считает, что за представлениями о смертельном вреде полудницы маленьким детям (как и в случае с другими персонажами) могут стоять реальные случаи жестокого или небрежного отношения к детям, приведшие к их гибели, вытесненные из индивидуальной и коллективной памяти посредством переноса вины человека на демона.
По мнению Я. С. Быстроня, полудница также олицетворяет «волнующееся поле, белое, раскалённое небо, ослепляющие лучи солнца»:51. В. Рихтер писал, что «представление о полуднице, вероятно, возникло под впечатлением мёртвой тишины на полях в жаркий полдень, особенно перед бурей, когда крошечные водовороты ветра поднимают пыль и немедленно исчезают, когда воздух набухает над зерном, и беловатое небо грохочет теплом. Одиночество человека в этой ситуации проявляется в персонификации».
По-видимому, образ полудницы древний и исконный, о чём говорят широта распространения поверий и мифологических рассказов о ней и их единство в основных чертах:151—153:99: женский пол, связь с солнцем, появление в полдень на поле или огороде, враждебность к людям, особенно детям. Б. Стельмаховска считала, что в образе полудницы объединены представления о четырёх типах демонов, имеющих отношение к зрелым хлебным полям: демоны вегетации, атмосферные, полуденные демоны и похитители детей. Она сомневалась в том, что можно говорить об особых хлебных (житных) демонах, культ которых мог бы быть у жнецов, считая, что речь скорее идёт об образно-поэтичном представлении, впитавшем в себя элементы вышеназванных типов. Оно, хотя и опирается на прочную древнюю традицию, но широко варьирует не только в разных регионах, но и в разных сёлах, отражая фантазию местных жителей:52.
По мнению Л. Пелки, образ полудницы комплексный: появление полудницы на полях весной и исчезновение осенью является отголоском древнего славянского культа рождения и смерти в природе, олицетворённого в божестве вегетации хлебных культур; затем к этим представлениям добавились черты атмосферных духов, через которые полудница стала персонификацией опасностей, которые могут грозить человеку в поле в жаркий летний полдень; в конце концов под влиянием христианства полудница встала в один ряд с такими опасными для человека женскими демонами, как мамуны и дивожёны:100. О. А. Черепанова считает, что полудница, как и многие мифологические персонажи, известные по поздним материалам, восходит «к единому архетипу — древнему божеству вегетации и плодородия, связанному с солнцем и водой, с детьми и деторождением. В характеристиках этих „потомков“ солярного божества с течением времени стала преобладающей какая-либо одна черта», в частности у полудницы — связь с полднем. Согласно Е. Е. Левкиевской, «полудница сочетает в себе черты солярного духа, связанного с летним солнечным светом и жаром» и «сезонного демона, проявляющего себя в период цветения и созревания хлебов и влияющего на вегетацию растений». По мнению М. Н. Власовой, полудница — это «наделённое почти универсальной властью сверхъестественное существо: она и персонифицированное время, и распорядительница жизни, плодородия». Она пишет: «В то же время полудница, расхаживающая в зреющих хлебах, — это и дух поля, полдневного расцвета земли, и „хозяйка“ границы поля, межи». При этом поле в мифологии трактуется как культурная периферия, граница «своего» и «чужого» миров, место временного пребывания демонов.
Полудница — это персонификация как поля, так и полдня. Полдень — это время максимальной активности солнца, ключевой момент дня, символическая граница между утренней и вечерней его половинами. Как и другие подобные моменты, он считался временем сакральным и опасным, «нечистым», активизирующим самых разнообразных мифических существ, преимущественно связанных с «нечистыми» покойниками или атмосферными явлениями. Поэтому человеку в полдень советовалось прекращать всю работу и отдыхать. Л. Раденкович пишет, что «время полдня обладает признаком „остановленого“ времени, и тем самым, если время неподвижно и не крутится, оно тоже имеет характер „безвременья“ и принадлежит существам, которые находятся вне течения времени, то есть душам покойников и демонов. Поэтому людям запрещено работать в полдень, чтобы не нанести вред духам», активным в это время. Ещё в «Поучении Владимира Мономаха» (XII век) говорилось: «Спанье назначено богом на полдень. По этому установленью ведь почивают и зверь, и птица, и люди». При этом, согласно одним верованиям, в полдень следует спать, согласно другим же, — это может быть опасным, так как духи этого времени могли навести на человека нездоровый сон и болезнь. Слово «полудновать» в Южной Сибири и на Белом море значило жить последние минуты перед смертью («едва душа в теле полуднует»). Представления о мифической опасности полдня встречались у многих народов:158:19, ещё древние греки связывали полдень с активизацией мифологических существ:22.
По мнению В. В. Иванова и В. Н. Топорова, в противопоставлении полудниц и полуношниц ярче всего в славянской мифологии проявляется противопоставление белый — чёрный и день — ночь, также они противопоставлены «по хозяйственной функции: защита, охрана полей и злаков — пряденье, а также и по стихиям: сухие места — сырые места». Также они считают, что «судя по уровню, к которому принадлежат эти существа, их противопоставление и соответствующие черты в плане выражения, в том числе и названия, могут быть с достоверностью возведены и к праславянскому».

## В литературе, изобразительном искусстве и пр
Полудница, наряду с другими мифическими персонажами, была упомянута в польской поэме «Peregrynacja dziadowska», появившейся под псевдонимом Януарий Совизралий в 1612 году: «Иногда я бываю птицей, зверем, кошкой или совой, ночью — огромной женщиной, которую называют смертью, когда меня видят в полдень — я приполудница, а под вечер — ведьма или лятавица». В одноимённой драме Л. Стаффа 1920 года полудница символизирует жажду кровавой мести: «И ходит, и витает повсюду, хочет, чтобы мы кровью заплатили за грехи наши». В стихотворении «Świdryga i Midryga» 1920 года Б. Лесьмяна девица-полудница присоединяется к танцу двух пьяниц, превращая его в безумный танец смерти. Полуднице посвящены одноимённые стихотворения Ю. Руффера (1903), А. Зеленай (1964), Я. Б. Ожуга (1967), Ю. Ф. Ферта (1982). В качестве символа смерти полудница выступает в песне К. Гжезковяка «W południe» конца 1960-х годов: «Придёт ко мне, когда будет лето, в какой год не знаю, придёт, встанет перед домом и скажет: „Тебе пора“». Название «Полудница» (1976) носит первый сборник стихов одного из наиболее известных кашубских поэтов — С. Пестки (Я. Збжицы). Полудница присутствует в качестве противника в польских компьютерных играх «Ведьмак» (2007) и «Ведьмак 3: Дикая Охота» (2015).
Чешский поэт К. Я. Эрбен в балладе «Полудница» 1834 года описывает, как этот дух задушил плачущего маленького ребёнка, которого всуе, нарушив табу, прокляла уставшая от криков сына мать:157. В 1896 году композитор А. Дворжак написал по мотивам баллады одноимённую симфоническую поэму, в 2000 году баллады Эрбена были экранизированы, а в 2016 году вышел фильм ужасов «Полудница», являющийся вольной фантазией по мотивам баллады. В повести «Дикая Бара» 1856 года чешской писательницы Б. Немцовой рассказывается о том, как жена пастуха, нарушившая суеверный запрет на работу в полдень и на работу вскоре после родов, упала в обморок, как будто её ударили по голове, после чего тяжело заболела и умерла, что было истолковано односельчанами как нападение полудницы, а то, что её дочь выросла независимой девушкой, «не боящейся ни чёрта, ни бога», убедило их в том, что ребёнок был подменён полудницей. Повесть была экранизирована в 1949 году.
Мальчик Егорушка, главный герой повести А. П. Чехова «Степь» 1897 года, во время знойного, душного полдня видит сеющую и поющую женщину, в образе которой можно узнать полудницу. По мнению Ф. С. Капицы, образ полудницы получил отражение в русской иконе Богородицы «Спорительница хлебов», написанной в 1890 году. Жестоко проказничающим полудницам посвящено одноимённое стихотворение 1906 года русского поэта К. Д. Бальмонта. В неоконченной повести «Полуденница» (1916) Е. И. Замятина с этим мифологическим персонажем сравнивается девушка, полюбившая молодого священника, она «жаркая, полуденная — дышала на него днём, жизнью…», «и страшно этого полуденного веселья», её страсть превращается в «жестокую, пылающую», «жуткую», «враждебную человеку дьявольскую силу, разрушающую» его. В одноимённом сонете А. А. Кондратьева из сборника «Славянские боги» (1936) полудница предстаёт добрым духом, обходящим поля в жаркий день.
Красивая, но коварная полудница изображена на картине «Přepoldnica a Wochosanka» лужицкого художника М. Новака-Нехорньского (1900—1990):152. Метафорический образ полудницы использован в одноимённом романе немецкой писательницы Ю. Франк 2007 года, главная героиня которого родилась в городе Баутцен (Будышин) в Лужице: когда она была маленькой, её няня объясняла ей и её сестре, что психическое расстройство её мамы, усугублённое смертью четырёх сыновей и мужа и проявляющееся в том числе в полном игнорировании дочерей, вызвано тем, что мать отказалась разговаривать с явившейся ей полудницей; девочки находят утешение в мифологической интерпретации, однако она не препятствует или даже способствует тому, что главная героиня в будущем бросает своего маленького сына. Полудница встречается в современных лужицких детских литературных сказках.
В честь полудницы в 1997 году названы гряды на Венере.